# Geneseo (Illinois)
Geneseo is een plaats (city) in de Amerikaanse staat Illinois, en valt bestuurlijk gezien onder Henry County.

## Demografie
Bij de volkstelling in 2000 werd het aantal inwoners vastgesteld op 6480. In 2006 is het aantal inwoners door het United States Census Bureau geschat op 6523, een stijging van 43 (0,7%).

## Geografie
Volgens het United States Census Bureau beslaat de plaats een oppervlakte van 10,4 km², geheel bestaande uit land. Geneseo ligt op ongeveer 198 m boven zeeniveau.

## Plaatsen in de nabije omgeving
De onderstaande figuur toont nabijgelegen plaatsen in een straal van 24 km rond Geneseo.